# Ascocorticiellum vermisporum
Ascocorticiellum vermisporum är en svampart som först beskrevs av Hauerslev, och fick sitt nu gällande namn av Jülich & B. de Vries 1982. Ascocorticiellum vermisporum ingår i släktet Ascocorticiellum, divisionen sporsäcksvampar och riket svampar.  Artens status i Sverige är: Ej påträffad. Inga underarter finns listade i Catalogue of Life.